# The Walt Disney Company CIS
The Walt Disney Company CIS (рос. «Уо́лт Ди́сней Ко́мпани СНГ») (також відома як Disney Росія) — російський підрозділ компанії The Walt Disney Company EMEA.

## Підрозділи

### Активні
- Disney Studios
- Disney Channel (Росія)
- National Geographic (Росія)
- National Geographic Wild (Росія)[1]
- Канал Fox
- Fox Life (Росія)
- BabyTV (Росія)
- Радіо Disney[2]

### Закриті
- Walt Disney Studios Sony Pictures Releasing (2007—2020: у партнерстві з Sony Pictures Entertainment)
- Jetix
- Jetix Play

## Фільмографія
Першим художнім фільмом Disney в Росії була «Книга майстрів», випущений у 2009 році. Disney Росія планувала зняти два нових фільми влітку 2011 року, але після невтішних фінансових результатів компанія відмовилася від цих планів. Наступними повнометражними фільмами Disney Russia стали «Останній богатир», що вийшов у 2017 році, та його продовження «Останній богатир: Корінь зла» та «Останній богатир: Посланець пітьми», що вийшли у 2021 році.

### Фільми
- Книга майстрів (2009)
- Щастя — це… (2015)
- Останній богатир (2017)
- Щастя — це… Частина 2 (2019)
- Останній богатир: Корінь зла (2021)
- Останній богатир: Послнець пітьми (2021)

### Серіали
- Приколи на перерві (2010—2012)
- Після школи (2012)

### Телепередачі
- Правила стилю (2013—2019)
- Це моя кімната! (2015—2017)[7]
- Найкращі друзі (2018)

## Disney International Operations

### The Walt Disney Company EMEA
- The Walt Disney Company CIS (2006 — зараз)
- The Walt Disney Company Italy (1938 — теперішній час)
- The Walt Disney Company France (1992 — нині)